# يوكيهيدي كوبو
يوكيهيدي كوبو (باليابانية: 儀保 幸英) (2 أبريل 1996 في أوكيناوا في اليابان – )؛ هو لاعب كرة قدم كان يلعب كمهاجم.

## وصلات خارجية
- يوكيهيدي كوبو على موقع رابطة كرة القدم اليابانية للمحترفين (اليابانية)
- يوكيهيدي كوبو على موقع قاعدة بيانات كرة القدم.إي يو (الإنجليزية)
- يوكيهيدي كوبو على موقع Soccerway.com (الإنجليزية)
- يوكيهيدي كوبو على موقع عالم كرة القدم.نت (الإنجليزية)